# Квазипересечение энергетических уровней

Квазипересечение энергетических уровней в двухуровневой системе под действием внешнего магнитного поля. Энергии диабатических состояний и. Собственные значения Гамильтониана, соответствующие энергиям собственных состояний, и (адиабатические состояния).

Квазипересечение энергетических уровней (антипересечением уровней, межуровневое отталкивание) —
это характерное поведение энергетических уровней или спектральных линий, соответствующих нормальным модам, при изменении воздействия на колебательную систему, когда сближающиеся уровни не пересекаются, а описывают траектории в виде ветвей гиперболы. В двухпараметрической системе энергетические поверхности образуют двуполостный гиперболоид.
Уровни называют адиабатическими (не переходящими), а характеристики, которыми обмениваются уровни при взаимодействии называют диабатическими (переходящими).

## Теорема Вигнера-фон Неймана
Теорема Вигнера — фон Неймана утверждает, что

коразмерность множества матриц с двойным собственным значением всегда больше 1. 

## Геометрическая интерпретация
Для эллипсоидов (квадратичных форм) в n-мерном пространстве при любом n подмногообразие эллипсоидов вращения имеет коразмерность два, так что ни для эллипсоида общего положения, ни для членов однопараметрического семейства общего положения эллипсоиды вращения не встречаются. 

Пусть имеется плоскость, на которой произвольным образом выбраны точка A и прямая b. Точка B, двигающаяся по прямой b, сначала приближается к точке A, затем достигает кратчайшего расстояния и начинает удаляться от точки A. В этом построении точки A и B аналогичны энергетическим уровням, расстояние от точки А до прямой b - взаимодействие уровней, движение точки B вдоль прямой b - изменение параметра.
Пусть имеется конус и секущая плоскость, проходящая через вершину конуса. Сечение представляет собой две образующие конуса, пересекающиеся в вершине. Смещение секущей плоскости изменяет сечение, разделяя его на две непересекающиеся ветви гиперболы. В этом построении сечение конуса описывает траектории энергетических уровней. Допускается обобщение на случай большей размерности (коническое пересечение в квантовой химии,conical intersection)

## Теория колебаний и волн
В теории колебаний и волн принята эквивалентная терминология:
- двухуровневая система — колебательная система с двумя степенями свободы
- внешнее воздействие — связь
- Собственные значения Гамильтониана, энергии — собственные, или нормальные частоты
- адиабатические состояния и энергии — собственные колебания и частоты
- диабатические состояния и энергии — парциальные колебания и частоты (парциальной системой, соответствующей данной координате, является система, получаемая из исходной «закреплением» всех остальных координат)
- Квазипересечение энергетических уровней — «парциальные частоты всегда лежат между нормальными»[5]

## В квантовой химии[6][7]
Собственные значения  Эрмитовой матрицы, зависящей от N непрерывных действительных параметров, не могут пересекаться нигде, кроме  многообразия размерности N-2. В случае двухатомной молекулы (один параметр, описывающий длину связи) это означает, что собственные значения не пересекаются. В случае трехатомной молекулы это означает, что собственные значения могут пересекаться в единственной точке (Коническое пересечение,conical intersection).
В  приближении Борна — Оппенгеймера Гамильтониан молекулярных электронов диагонализуется (diagonalizable matrix) на множестве всевозможных молекулярных состояний. Полученные собственные значения соответствуют адиабатическим поверхностям потенциальной энергии. Приближение Борна — Оппенгеймера не применимо в тех областях, где энергетические поверхности расталкиваются.